# Suspensie (chimie)

Comparație dintre suspensie și formarea unui precipitat.

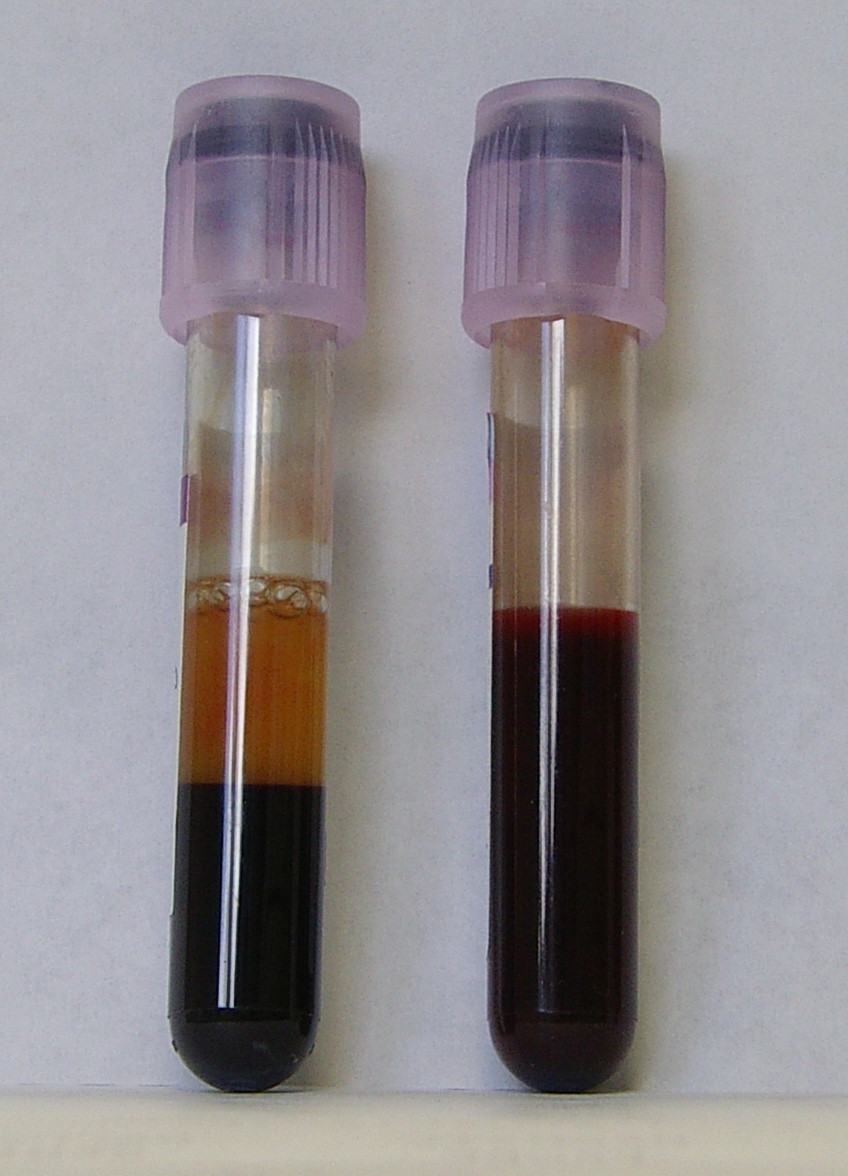
Exemplu de suspensie

În chimie, o suspensie este un sistem format dintr-o fază solidă și una fluidă, în care faza solidă dispersă este în echilibru continuu în interiorul fazei fluide sau are o viteză de depunere neglijabilă. Acest amestec eterogen conține particule solide suficient de mari pentru sedimentare. De regulă, acestea trebuie să fie mai mari de 1 micrometru.
Suspensiile gravimetrice reprezintă totalitatea solidelor insolubile care pot sedimenta natural într-o anumită perioadă de timp.

## În domeniul farmaceutic
Conform definiției din Farmacopeea Română X, suspensiile sunt preparate farmaceutice lichide, constituite din una sau mai multe substanțe active insolubile, suspendate într-un mediu de dispersie lichid și destinate administrării interne sau externe.
În general, suspensiile farmaceutice pot fi considerate sisteme eterogene constituite din două faze:
- faza internă – dispersator – formată din una sau mai multe substanțe insolubile
- faza externă – continuă, lichidă, semifluidă, moale sau solidă.

În literatura farmaceutică sunt socotite suspensii numai preparatele în care faza externă este lichidă, apoasă sau uleioasă, și care este suficient de fluidă pentru a se putea reomogeniza prin agitare.